# Línea 721 (Tigre)
La línea 721 de colectivos es una línea de autobuses perteneciente al Grupo MOGPSA, Micro Ómnibus General Pacheco Sociedad Anónima, cuyas unidades están pintadas de rojo, blanco y azul. MOGPSA también administra a las unidades de Puntualnet (Viajes y Turismo).
Es la única línea de colectivos independiente del Municipio de Tigre. Tiene varias unidades con aire acondicionado.

## Recorrido línea 721

### Ramal 1 (azul) El Talar - Tigre por La Paloma - por Ruta 197
Ida: De Ruta 197 y Colombia - Colombia - Las Achiras - 29 de Noviembre - 9 de Julio - Antares - J.J. Valle - Cotenáster - Las Lilas - Av. La Paloma - Groussac - Las Heras - Brasil - Ruta 197 - Liniers - Juan B. Justo – Colón - Murcho - Almirante Brown - Av. Cazón - Libertador San Martín - Liniers - Av. Santa María - Callao - Chubut hasta Tuyuti.
Regreso: De Chubut y Tuyuti - Chubut - Callao - Av. Santa María - 25 de Mayo - Estrada - Sargento Díaz - Liniers - Libertador San Martín - Av. Cazón - Almirante Brown - Juan B. Justo - Liniers - Ruta 197 - Lavalle - Belgrano - Groussac - Av. La Paloma - Las Lilas - Cotenáster - J.J. Valle - Las Dalias - 9 de Julio - 29 de Noviembre - Las Achiras - Colombia - Belgrano - Italia - Ruta 197 hasta Colombia.

### Ramal 2 (amarillo) El Talar - Tigre por San Lorenzo - por Hospitales
Ida: De Ruta 197 y Colombia - Colombia - Las Achiras - 29 de Noviembre – 9 de Julio - La Cautiva - Derqui - San Martín - Emilio Mitre - Pellegrini - Roca - Avellaneda - Colectora Este - Santa Rosa de Lima - Carlos Tejedor - Avellaneda - Roca - Pellegrini - Emilio Mitre - San Martín - Derqui - La Cautiva - Las Dalias - J.J. Valle - Cotenáster – Perú - Blas Parera - Av. Bogotá - Río Negro - Ruta 197 - Larralde - Luis Pereyra - Ruperto Mazza - Montevideo - Ruta 197 - Estación Carupá - Colón – Murcho - Alte. Brown - Av. Cazón - Lib. San Martín - Oliveira César - Alsina - Maipú (Hospital de Tigre) - Liniers - Galarza – Caupolicán – Chubut hasta Tuyuti
Regreso: Su misma ruta.

### Ramal 3 (naranja) El Talar - Tigre por 25 de Mayo - por Los Troncos del Talar
Ida: De Ruta 197 y Colombia - Colombia - Belgrano - Francia - 25 de Mayo - Groussac - Las Heras - Brasil - Ruta 197 - Belgrano - Libertad - Almirante Brown - Mármol - Independencia - Ruta 197 - Estación Carupá – Colón - paso Canal San Fernando - Alte. Brown - Av. Italia - General Mitre - Pizarro - Sarmiento - Puerto de Frutos.
Alteración  del recorrido en días domingo.
Regreso: Su misma ruta.

### CORTO (naranja) Los Troncos del Talar - Puerto de Frutos
Ida: De Almirante Brown y Libertad - Almirante Brown - Mármol - Independencia - Ruta 197 - Estación Carupá – Colón - paso Canal San Fernando - Alte. Brown - Av. Italia - General Mitre - Pizarro - Sarmiento - Puerto de Frutos.
Regreso: Su misma ruta.

### Ramal Rincón - Estación Carupá por Calle 5
Ida: De Chubut y Tuyuti - Chubut - Callao - Av. Santa María - Garibaldi - Carlos Gardel - Liniers - Lib. San Martín - Av. Cazón - Alte. Brown - Estación Carupá.
Regreso: Su misma ruta.